# 倪贤伍
倪贤伍（1940年9月—2020年8月7日），中华人民共和国政治人物，中共党员，江西玉山人。曾任上饶地区行署副专员兼县级上饶市委书记，鹰潭市人民政府市长，鹰潭市政协主席等职务，第八、九届全国人大代表。